# Гейдаров, Роман Гюлбала оглы
Роман Гюлбала оглы Гейдаров (азерб. Roman Gülbala oğlu Heydərov) — азербайджанский каратист, пятикратный бронзовый призёр чемпионатов Европы по ката, бронзовый призёр Европейских игр 2019 года и Игр исламской солидарности 2021 года, победитель Игр исламской солидарности 2017 года и молодёжного чемпионата Европы 2019 года, чемпион II Игр стран СНГ.

## Биография
Роман Гюлбала оглы Гейдаров родился 24 января 1999 года. В 2017 году окончил среднюю школу № 138 посёлка Ахмедли города Баку.
На чемпионате Европы по карате 2016 года (Монпелье, Франция) 17-летний Гейдаров завоевал бронзовую медаль, став первым молодым призером среди взрослых в статистических данных Всемирной федерации карате.
На IV Исламских играх солидарности в 2017 году Гейдаров победил в финале Мехмета Якана из Турции и занял первое место, завоевав золотую медаль.
На чемпионате Европы по карате 2017 года (Измит, Турция) Роман Гейдаров взял бронзу.
В 2018 году на прошедшем в городе Нови-Сад (Сербия) чемпионате Европы Гейдаров стал третьим. На чемпионате Европы 2019 года Роман Гейдаров также завоевал бронзовую медаль.
В 2019 году Гейдаров стал победителем молодёжного чемпионата Европы проходившего в Дании (Ольборг). В этом же году на Европейских играх в Минске, завоевал бронзовую медаль, обыграв в решающей схватке Илью Сморгунера из Германии. Свой результат Гейдаров объяснил юным возрастом.
Чемпион Азербайджана по карате 2022 года.
В августе 2023 года выиграл золото на II Играх стран СНГ в Минске.
На чемпионате Европы по карате 2024, прошедшем с 8 по 12 мая 2024 года в Задаре (Хорватия), завоевал бронзовую медаль в командном ката.